# Relicina retrospinosa
Relicina retrospinosa är en lavart som först beskrevs av Kurok. & Kashiw., och fick sitt nu gällande namn av Streimann. Relicina retrospinosa ingår i släktet Relicina och familjen Parmeliaceae.   Inga underarter finns listade i Catalogue of Life.